# The Great Cheese Mystery
 (juillet 2021).
Si vous disposez d'ouvrages ou d'articles de référence ou si vous connaissez des sites web de qualité traitant du thème abordé ici, merci de compléter l'article en donnant les références utiles à sa vérifiabilité et en les liant à la section « Notes et références ».
The Great Cheese Mystery est un cartoon réalisé par Arthur Davis sorti en 1941.